# Stiftsquelle

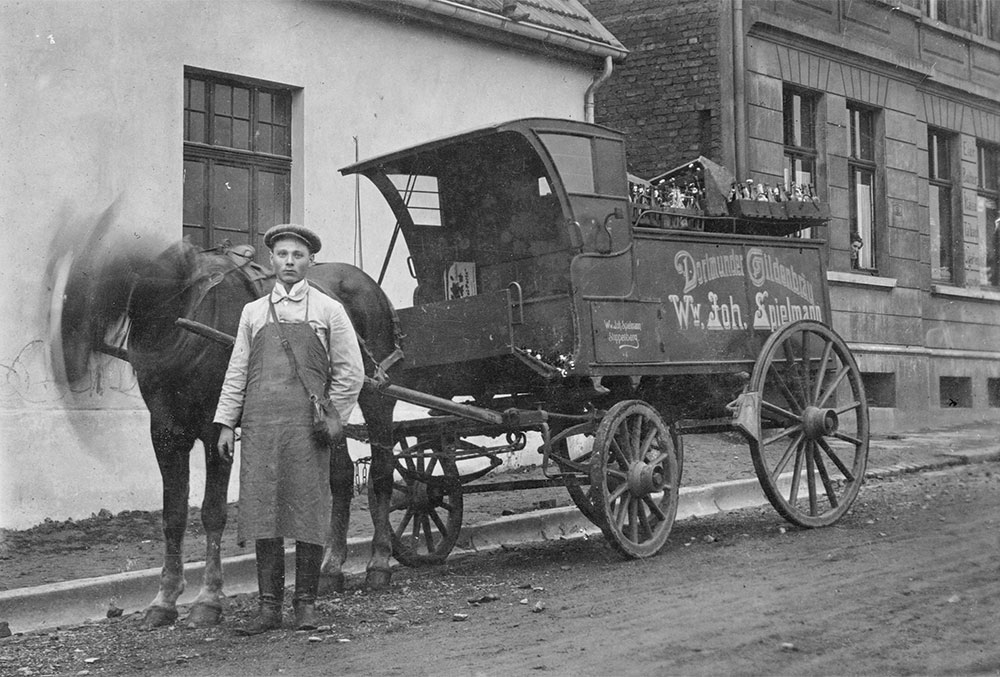
1894 wurde das Familienunternehmen Johann Spielmann als Getränkevertrieb gegründet. In den ersten Jahren transportierte man Getränke noch in Holzfässern auf Pferdegespannen.

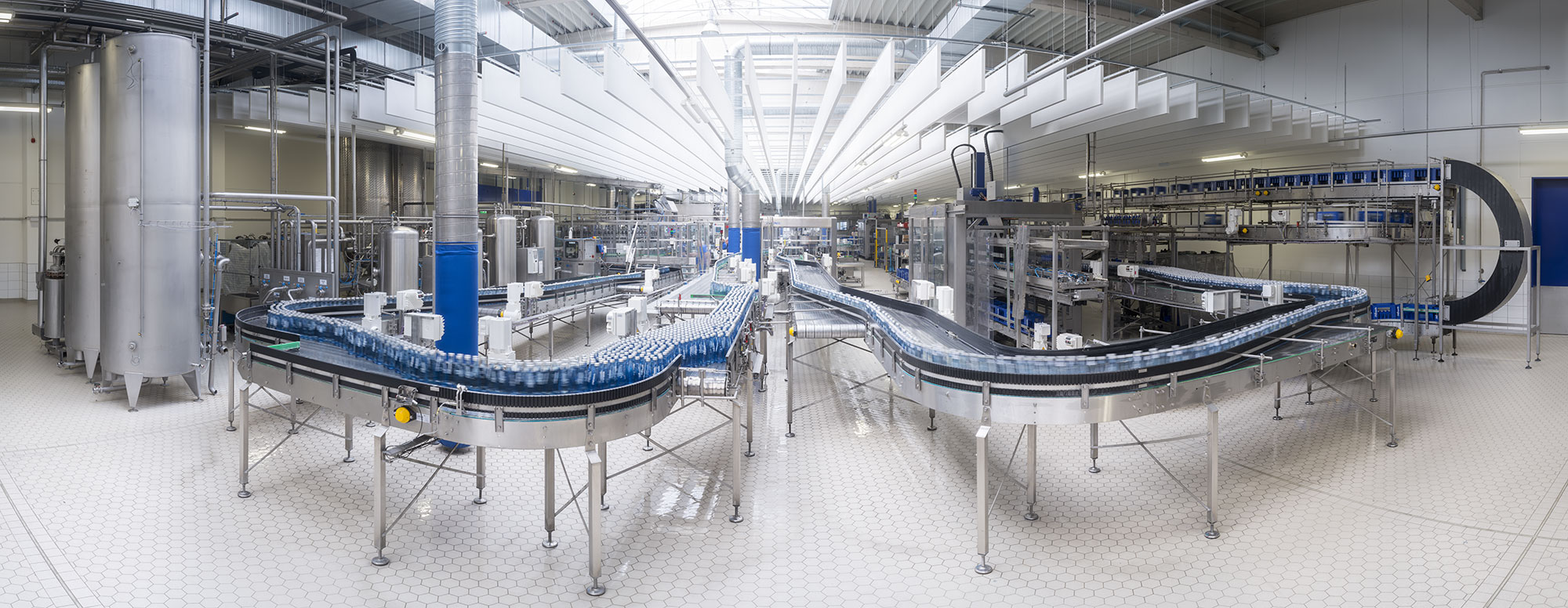
Im Jahr 2013 eröffnete die Stiftsquelle in Dorsten eine komplett neue Produktion.

Die Stiftsquelle ist eine Mineralwasserquelle aus dem Ruhrgebiet. Sie gehört der Johann Spielmann GmbH. Standort und Abfüllort ist Dorsten.

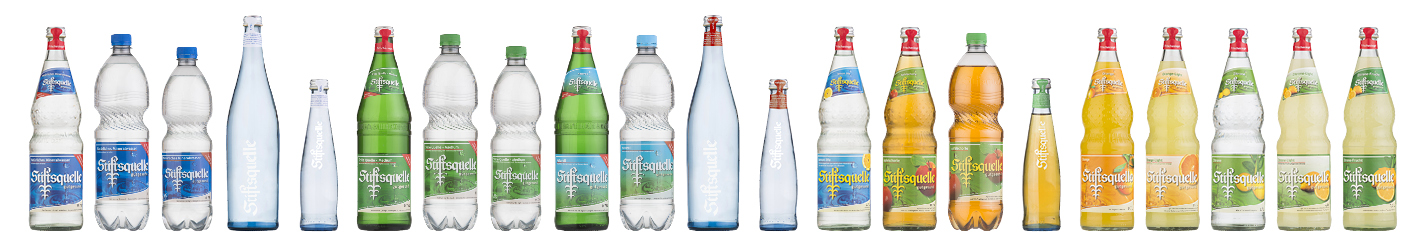
Stiftsquelle Mineralwasser und Stiftsquelle Limonaden werden in diversen Flaschengrößen und -formen angeboten.

## Geschichte
Johann Spielmann gründete 1894 einen Getränkevertrieb in Essen-Stoppenberg. Bier wurde z. B. aus Dortmund in Fässern aus den Brauereien geholt, um in Stoppenberg in Flaschen abgefüllt und dann verkauft zu werden. Nach dem Krieg wurde in Lizenz die Limonade Sinalco abgefüllt. Um Kosten für damals teures Wasser zu sparen, wurde 1959 ein Brunnen auf dem Firmengelände gebohrt. Bei der Untersuchung des Wassers stellte sich heraus, dass es sich um qualitativ sehr hochwertiges Mineralwasser handelte. Die Marke Stiftsquelle wurde geschaffen. Der Name Stiftsquelle bezieht sich auf die Stiftskirche in Essen-Stoppenberg, in deren Sichtweite sich die erste Quelle befand.
In den darauffolgenden 50 Jahren entwickelte sich die Stiftsquelle zu einem großen familiengeführten Mineralbrunnen im Ruhrgebiet, das sich ausschließlich auf die Produktion von hochpreisigen Mineralwasserprodukten fokussiert.
Die Lage inmitten des Viertels Essen-Stoppenberg und die damit verbundene Unmöglichkeit einer Erweiterung führte das Unternehmen im Jahr 2013 dazu, seine Abfüllanlage nach Dorsten zu verlagern.  Bei der Suche nach einem neuen Standort wurden im Ruhrgebiet mehrere Probebohrungen getätigt und nach einer geeigneten Stelle zur Wasserentnahme geachtet.

## Brunnen
Die Brunnen der Stiftsquelle befinden sich alle auf dem etwa 40.000 m² großen Firmengelände in Dorsten und sind bis zu 100 Meter tief.

## Umweltengagement
Die Stiftsquelle engagiert sich umfangreich im Umweltschutz. Bereits in der Vergangenheit wurde das Unternehmen mit dem Umweltpreis der Stadt Essen ausgezeichnet. Im Betriebsalltag setzt Stiftsquelle auf energieeffiziente Maschinen, bezieht überwiegend Naturstrom und nutzt bevorzugt Euro-6-Lkw.
Das Umweltmanagement ist durch externe Stellen wie den TÜV (ISO-Zertifikat) zertifiziert. Zudem nimmt das Unternehmen an umweltspezifischen Projekten wie Ökoprofit teil. Das Bio-Mineralwasser „Landpark-Bioquelle“ wird vollständig klimaneutral produziert.

## Produkte
Die Stiftsquelle bietet Mineralwasser in den Sorten „natürliches Mineralwasser“ (normaler Kohlensäuregehalt), „Medium“ (reduzierter Kohlensäuregehalt) und „Naturell“ (ohne Kohlensäure) in der Normbrunnenflasche, in eigenen Gastronomieflaschen und in PET-Flaschen an. Zusätzlich werden Apfelschorle und verschiedene Limonaden hergestellt. Seit dem Jahr 2019 wird zudem das Bio-Mineralwasser Landpark in den Sorten Naturell und Bio-Lemon in Getränkekartons abgefüllt.

## Chemische Zusammensetzung
| Stoff            | Menge in mg/L |
| ---------------- | ------------- |
| Natrium          | 5,4           |
| Magnesium        | 3,8           |
| Chlorid          | 10,0          |
| Calcium          | 51,6          |
| Sulfat           | 6,1           |
| Kalium           | 2,2           |
| Hydrogencarbonat | 170           |

Aufgrund seiner Zusammensetzung gibt die Stiftsquelle an „Geeignet für natriumarme Ernährung“ und „Geeignet für die Zubereitung von Säuglingsnahrung entsprechend der Verordnung über natürliches Mineralwasser, Quellwasser und Tafelwasser“ zu sein.

## Zertifikate/Auszeichnungen/Teilnahmen
- 1994: DIN EN ISO NORM 9001
- 1995: EG-Öko-Audit [(EWG) Nr. 1836/93]
- 2001: DIN EN ISO 14001
- seit 2004: Goldener Preis der DLG[15]
- 2009: Monde Selection Grand Gold Award
- seit 2014: International Featured Standards – Food[16]
- seit 2014: Auszeichnung und Zertifizierung Ökoprofit[17]
- 2015: Landesehrenpreis für Produktqualität und Engagement des Landes NRW[18]
- 2016: Landesehrenpreis für Produktqualität und Engagement des Landes NRW[19]
- seit 2016: DIN EN ISO 14001: 2015[20]
- 2016: Bio-Mineralwassersiegel der Qualitätsgemeinschaft Bio-Mineralwasser e. V. für Mineralwasser-Linie „Landpark“[21][22][23]
- 2017: Ökotest Urteil „sehr gut“ für Landpark Bioquelle Naturell 0,75l. Glas.[24]
- 2018: Teilnahme an der ExtraSchicht (Nacht der Industrie Kultur)[25][26]
- 2018: Landesehrenpreis für Produktqualität und Engagement des Landes NRW[27]
- 2019: Unternehmer des Jahres in Dorsten[28]